# Істанус
Істанус (хетт. Ištanuš) — бог сонця в хетській міфології.
Ім'я Істанус - хаттського походження (від Естан "Сонце-бог"). Воно запозичене з хаттської міфології в період Давньохетського царства і витіснило індоєвропейське ім'я сонячного бога. Про останнє ми можемо судити з того, як воно збереглося в інших анатолійських мовах — лувійською та палайською: це сонячні боги Тіват та Тіят.
Про образ Істануса можна судити за віршованим гімнам періодів Середньохеттського і Новохеттського царств, що збереглися. Вони простежується вплив хаттської, шумерської і хурритской гімнографії. Поряд із цим помітні і пережитки індоєвропейської ритуальної поезії.